# Mebyon Kernow
Le Mebyon Kernow (en français : Fils des Cornouailles) est un parti politique issu du nationalisme cornique et orienté au centre gauche. Il défend avant tout le principe d'une autonomie pour les Cornouailles, sous la forme d'une Assemblée cornique, ainsi que la social-démocratie et la protection de l'environnement.
Ce parti apparaît comme groupe de pression en 1951. Il comprend alors des activistes et des politiciens issus de plusieurs partis politiques. Sa première dirigeante est Helena Charles. Sa première victoire électorale remonte à 1953, ses partisans participant alors comme indépendants. Dans les années 1970, il devient un véritable parti politique et, depuis, il présente des candidats aux élections générales britanniques de la Chambre des communes du Royaume-Uni et aux élections européennes. Il participe aussi à l'élection des conseillers au conseil de Cornouailles.
Il est membre de l'Alliance libre européenne et il entretient des liens importants avec le Parti national écossais et le Plaid Cymru, qui défendent respectivement l'indépendance de l'Écosse et du Pays de Galles. Il est aussi proche de l'Union démocratique bretonne, qui plaide pour une autonomie accrue pour la Bretagne. 
La première réunion entre 13 membres du Mebyon Kernow prit place le 6 janvier 1951 au Oates Hotel de Redruth.
Helena Charles en fut élue première présidente.
Son conseil exécutif comporte désormais 14 membres, dirigé par Dick Cole (le dirigeant du parti). Barry Andrew (Deputy Leader), Conan Jenkin (Communications Officer) et Roy Schama (Trésorier) sont les autres principaux dirigeants.
Le parti détient actuellement quatre sièges au conseil de Cornouailles depuis les élections de 2013 :
- Andrew Long, circonscription de Callington ;
- Matt Luke, circonscription de Penwithick and Boscoppa ;
- Loveday Jenkin, circonscription de Crowan and Wendron ;
- Dick Cole, circonscription de St Enoder.

Il dispose en outre de 12 élus paroissiaux et 10 conseillers municipaux.